# Piotr Zbylitowski
Piotr Zbylitowski herbu Strzemię (ur. 1569, zm. 13 października 1649 w Krakowie) – polski poeta i satyryk, dworzanin na dworach magnackich, sędzia ziemski krakowski w latach 1645–1649, podsędek krakowski w latach 1633–1645, podwojewodzi krakowski.

## Życiorys
Syn Jana, dworzanina i rotmistrza husarskiego, i Barbary z Ujejskich, stryjeczny brat poety Andrzeja Zbylitowskiego. Nauki pobierał w Krakowie. Od roku 1585 był dworzaninem Stanisława Górki, następnie kasztelana nakielskiego Czarnkowskiego (prawdopodobnie był to Adam Sędziwój Czarnkowski). W roku 1593 uczestniczył w poselstwie Czarnkowskich do, przebywającego w Szwecji, króla Zygmunta III. Po powrocie do kraju, poślubił Barbarę Słupską i osiadł we wsi Marcinkowice pod Sączem. Był posłem na sejm roku 1627, a w roku 1629 przewodniczył (jako marszałek) sejmikowi w Proszowicach. 23 maja roku 1633 przyjął urząd podsędka, a 2 lipca 1645 – sędziego ziemskiego krakowskiego. Zmarł 13 października roku 1649, a pochowany został w Kościele Mariackim w Krakowie.

## Twórczość
Pisał satyryczne dialogi, w których krytykował szlachtę i zawarł bogate obserwacje obyczajowe. Jego najbardziej znanym dziełem była Rozmowa szlachcica polskiego z cudzoziemcem (1600).

### Ważniejsze dzieła
- Rozmowa szlachcica polskiego z cudzoziemcem, Kraków 1600; fragmenty przedr. J. Sokołowska "Poeci renesansu. Antologia", Warszawa 1959, Biblioteka Poezji i Prozy
- Przygana wymyślnym strojom białogłowskim, (Kraków 1600); wyd. następne: w pierwszej poł. XVII w. jeszcze 4 edycje z datą 1600, edycje 2. i 3.: drukarnia Sebastian i Paweł Sternaccy w Rakowie; wyd. krytyczne K. Badecki, Lwów 1910, Białe Kruki nr 2; fragmenty przedr. J. Sokołowska "Poeci renesansu. Antologia", Warszawa 1959, Biblioteka Poezji i Prozy
- Patricius, Kraków (1602)
- Schadzka ziemiańska, Kraków 1605; przedr. K.W. Wójcicki Biblioteka starożytna pisarzy polskich, t. 3, Warszawa 1843; także wyd. 2 Warszawa 1854.

### Wydanie zbiorowe
- Niektóre poezje Andrzeja i Piotra Zbylitowskich, wyd. K.J. Turowski, Kraków 1860, Biblioteka Polska, seria IV, zeszyt 14-15, (tu: Rozmowa szlachcica polskiego z cudzoziemcem i Schadzka ziemiańska).

### Materiały
- Materiały do dziejów działalności politycznej – zob.: Akta sejmikowe województwa krakowskiego, t. 2: 1621–1660, wyd. A. Przyboś, Kraków 1955, poz.: 28, 40, XLVIII, 64, CI.
- Akt nominacji Stanisława Chrząstowskiego na podsędka krakowskiego po wyniesieniu P. Zbylitowskiego na sędziostwo, dat. w Warszawie 2 lipca 1645, ogł. T. Wierzbowski Materiały do dziejów piśmiennictwa polskiego, t. 2, Warszawa 1904.